# J. Kenneth Grider
J. Kenneth Grider (22 octobre 1921 - 6 décembre 2006) est un théologien chrétien nazaréen et ancien professeur de séminaire principalement associé aux disciples de John Wesley qui font partie du Mouvement de sanctification.

## Biographie

### Jeunesse
J. Kenneth Grider est né le 22 octobre 1921 à Madison, Illinois, de William Sanford et Elizabeth (Krone) Grider  . En 1948, il obtient une maîtrise de l'université Drew, Madison, New Jersey. Il obtient son doctorat de l'université de Glasgow en 1952 .

### Carrière
Grider est un professeur invité de théologie à l'Université Olivet Nazarene à Bourbonnais, Illinois, et professeur de théologie émérite au Nazarene Theological Seminary, Kansas City . Il donne des cours au Hurlet Nazarene College (Écosse), à l'Université Point Loma Nazarene, à l'Université Olivet Nazarene, à l'Université Southern Nazarene, au Séminaire théologique nazaréen d'Asie-Pacifique et des cours de vulgarisation au Mexique et aux Philippines .
Il est un ancien ordonné dans l'Église du Nazaréen .
Il est l'un des traducteurs de la nouvelle version internationale de la Bible, travaillant à deux niveaux de comité sur six livres du Nouveau Testament . Son « magnum opus » est la théologie systématique A Wesleyan-Holiness Theology (1994) . Il a également écrit plus de 2 000 poèmes, articles, commentaires, essais et leçons et contribué à de nombreux symposiums . Il est le rédacteur de La Tour de Séminaire pendant 36 ans .
Grider a des vues sotériologiques arminiennes dans la tradition wesleyenne  et est un partisan de la théorie gouvernementale de l'expiation .
Grider est décédé le 6 décembre 2006 à Chandler, AZ .

### Prix
En 1966, Grider reçoit le prix du membre du clergé de l'année de l'Université Olivet Nazarene . En 1991, il reçoit un doctorat honorifique en théologie de l'Université Olivet Nazarene . En 1999, il reçoit le Lifetime Achievement Award de la Wesleyan Theological Society  .

## Publications

### Ouvrages
- (en) J. Kenneth Grider, Representative theories of natural evil, Madison, NJ, Drew University, 1950
- (en) J. Kenneth Grider, The problem of natural evil in the light of the Christian doctrine of the incarnation, Glasgow, Glasgow University, 1952
- (en) J. Kenneth Grider, Taller my soul : or, The means of Christian growth, Kansas City, MO, Beacon Hill Press of Kansas City, 1964
- (en) J. Kenneth Grider, The word and the doctrine : studies in contemporary Wesleyan-Arminian theology, Kansas City, MO, Beacon Hill Press of Kansas City, 1965
- (en) J. Kenneth Grider, Repentance unto life : what it means to repent, Kansas City, MO, Beacon Hill Press of Kansas City, 1965
- (en) J. Kenneth Grider, Entire sanctification : the distinctive doctrine of Wesleyanism, Kansas City, MO, Beacon Hill Press of Kansas City, 1980
- (en) J. Kenneth Grider, Born again and growing, Kansas City, MO, Beacon Hill Press of Kansas City, 1982
- (en) J. Kenneth Grider, Gibralters of the faith, Kansas City, MO, Beacon Hill Press of Kansas City, 1983
- (en) Richard Shelley Taylor, J. Kenneth Grider et Willard H. Taylor, Beacon Dictionary of Theology, Kansas City, MO, Beacon Hill Press of Kansas City, 1983 (lire en ligne)
- (en) J. Kenneth Grider, A Wesleyan Holiness Theology, Kansas City, MO, Beacon Hill Press of Kansas City, 1994

### Chapitres
- (en) J. Kenneth Grider, Beacon Bible commentary. Volume IV, Isaiah through Daniel, Kansas City, MO, Beacon Hill Press of Kansas City, 1966, « Ezekiel »
- (en) J. Kenneth Grider, A Contemporary Wesleyan theology : biblical, systematic, and practical, Grand Rapids, MI, Zondervan Pub. House, 1983, « The holy trinity : the triune God »
- (en) J. Kenneth Grider, Basics Of The Faith, Grand Rapids, MI, Zondervan Pub. House, 2019, « The holy trinity : the triune God »

### Articles
- (en) J. Kenneth Grider, « The Church of the Nazarene », Theology, vol. 54, no 8,‎ 1951, p. 304-305
- (en) J. Kenneth Grider, « Masturbation », Pastoral Psychology, vol. 9, no 4,‎ 1958
- (en) J. Kenneth Grider, « The Nature of Wesleyan Theology », Wesleyan Theological Journal, vol. 17, no 2,‎ 1982, p. 43–57 (lire en ligne)
- (en) J. Kenneth Grider, « Wesleyans and Homosexuality », 2000 (consulté le 16 janvier 2021)